# 宫润伯
宫润伯（1973年7月6日—2006年12月31日），连环杀手。在中国黑龙江省佳木斯市涉嫌奸杀共6名（一说28名）未成年男童。宫润伯於2006年2月28日被佳木斯警方抓获，並在7月14日被佳木斯市中級人民法院判處死刑，最終于2006年12月31日被枪决。

## 成长经历
1990年宫润伯未读完初中，进入佳木斯拖拉机（配件）厂铸造车间工作。半年后由于工伤，被调入比较轻省的工具车间学车工。后工厂停产而下岗。1996年7月30日，在第五百货大楼附近的滑冰场遇到一女孩，两人一起看完录像后将女孩带回宫润伯家住了一宿发生了性行为，次日两人外出游玩时被女孩家人发现，并报警抓捕了宫润伯。由于女孩未满14周岁，宫润伯被判处奸淫幼女罪获刑8年。在佳木斯监狱服刑时总挨打并被同监的犯人鸡奸。平时不爱说话。2003年11月1日出狱。从出狱到开始第一次犯罪，宫润伯回归母亲的家庭，融入社会失败，以打（短）工为生，在佳木斯市8次改变住所。

## 连环杀童
2005年3月16日，9岁的佳木斯二小的三年级学生王胜利，是被宫润伯杀害的第一个孩童，也是被宫润伯杀害的唯一女童。女童的尸体被宫润伯花了将近一个月的时间来处理遗骸，肢解焚烧后，丢弃到四个地方：分别是附近的天麒网吧和文化宫网吧的厕所、网吧附近一个黄色外墙的公厕里、以及群众艺术馆的卫生间。该女童失踪后，其家属报警，当地警方出动警犬，嗅闻女童的鞋子后警犬随随女童的气味一路追到一个偏僻的胡同的院门口。但刑警被该院子的女房东骂退，未入户搜查。实际上宫润伯在此租房强奸、杀害了女童，尸块尚在房中未及抛尸。2·28案发后，警方通过宫润伯保存的王胜利当时所穿的棉裤确认了遇害者身份。
宫润伯强奸杀害女童王胜利后，认识到自身是性欲倒错者，性取向是针对男童。此后其犯罪目标完全转向了居住地附近2千米范围内的10-15岁男童。多起失踪男童的家长向附近的公安派出所报案，但公安机关认为这么大年龄的男童不可能被拐卖，也没想到会发生针对男童的奸杀的可能，认定应该是调皮不服家庭管教而离家出走、上网吧、去外地见网友等可能最大，因此均为当作人口失踪的刑事案件立案侦查。
直至2006年的2月28日14时，一名叫做赵龙的14岁男孩在母亲陪同下到佳木斯市向阳区公安分局报案，称2月26日晚在向阳区“天麒网吧”结识一名30多岁男子，次日7时许，该男子以给他钱上网为诱饵将其诱骗至位于砂石厂附近的一个房屋内，进行恐吓威胁后将其猥亵。案犯还给该男孩看了四具尸体，尸体都是男孩，都已经被掏干净了内脏。该男童看过尸体后，欺骗案犯说：家里无人，且家里有大量现金，邀请案犯去自己家里玩。案犯信以为真，将该男孩送回家，却发现家里有好几个人。案犯急忙逃跑，突然又返回，对其家人说“你孩子脑子有病了，别再问他什么”，然后案犯就走掉了。2月28日15时20分，民警在向阳区松林社区12组一出租房屋内，找到案发现场，此处就是一年前王胜利失踪案警犬找到的地方，并发现屋内有4具已腐败的男孩尸体。经过查找房主得知，现居住人为宫润伯。公安人员随即找来宫润伯的照片，经报案人辨认，此人就是对其恐吓威胁的人。 佳木斯市公安局立即成立破案指挥部开展抓捕工作，并于当日17时许将宫润伯在其惯常活动的网吧中抓获。原来，宫润伯之前也绑架鸡奸过4个男孩，并给他们看过了尸体。但那4个男孩跑回家后，并没有报案（可能原因是这些孩子没有对家长说遭到了鸡奸猥亵）。所以宫润伯认为这次这个男孩也不会报案。于是宫润伯就继续去了网吧。 
此案以在案发日期称为“2·28大案”。
警方确认了5具男孩尸体，年纪约10至16岁，全部在宫润伯租住的房屋内找到。
在王胜利之后，被宫润伯杀害的的第2人，是一个来自七台河市的不知名的离家出走男孩。被宫润伯掐死并分尸后，宫润伯用水泥将尸骸封在两个塑料桶里和一个炕桌的反面，放在屋子里。 
随后遇害的是姜富源、马千里、白金龙和武书田。四个男孩被宫润伯猥亵后掐死，除姜富源外，都被宫润伯用刀片挖去眼睛、耳朵、内脏以及性器官，然后取出内脏，装进塑料袋里扔在地上。 
有说法称共计有28名佳木斯市失踪的孩童被宫润伯杀害，所有遇害男童全部都曾经到过宫润伯被捕的天麒网吧，以邀请包宿玩游戏，把受害少年带走。也就是说，案犯在一年的时间里，平均每个月都要杀2个人。但28人遇害说法未获充分证实。
目前，新闻媒体正式报道的数据是，宫润伯在一年时间里，将11名孩子诱骗到出租屋里进行猥亵，其中6名幼童被杀死并分尸（1女孩、5男孩）。遇害的最小的是9岁的王胜利，在佳木斯第二小学上三年级；最大的16岁，是佳木斯第三中学的初三学生白金龙。 除了2006年2月26日逃脱回家的男孩赵龙，还有4个被猥亵的孩子跑回家未被杀害。
2006年4月，黑龙江省公安厅召开“吸取佳木斯‘2·28’案件教训、集中开展专项整治行动电视电话会议”。
2006年12月31日，宫润伯被执行死刑。